# 배접지
고서의 표지는 대체로 종이를 덧붙여 두텁고 튼튼하게 만든다. 이렇게 표지에 덧붙인 종이를 배접지라 부른다. 배접지로는 백지와 파지를 쓴다. 비교적 종이의 생산과 사용에 여유가 있을 때는 백지를 쓰고, 종이 생산이 부족하거나 여유가 없을 때에는 파지를 활용하였다.
파지는 폐기한 공문서나 인본, 기타 필사자료로 쓰거나 같은 인본의 여분 또는 같은 시기 다른 인본의 파지를 사용하는 경우가 있다. 이러한 파지를 활용한 배접지에서 간혹 중요한 사료나 유명 인물의 서간, 필적 또는 미발표 저작이나 일문 등이 발견되기도 하며, 동시대 인본의 간행사항을 알아내는 데 도움이 되는 단서가 나오기도 한다.

## 같이 보기
- 서지학